# Acer micranthum
Acer micranthum é uma espécie de árvore do gênero Acer, pertencente à família Aceraceae.